# Mercedes-Benz Kurzhauber
Mercedes-Benz Kurzhauber är en lastbil, tillverkad av den tyska biltillverkaren Mercedes-Benz mellan 1959 och 1996.
Kurzhauber (tyska för ”kort motorhuv”) bröt rejält med sina normalbyggda företrädare i L 5500/L 6600-serien när den presenterades våren 1959. Borta var Mercedes-Benz traditionella kylarmaskering och de friliggande framskärmarna. Istället återkom de runda formerna från den frambyggda LP-serien. Begränsningar av fordonets totallängd, som var särskilt kännbart i Västtyskland i slutet av 1950-talet, satte gränser för hyttens längd och den nya lastbilen fick en halvt integrerad hytt, där motorn stack in under vindrutan. Mercedes-Benz konventionella lastbil tillverkades i två storleksklasser. De mindre L 322, med en totalvikt på 10,5 ton och L 327, med en totalvikt på 12 ton, hade en dieselmotor på 5,1 liter. Den större L 332, som var avsedd för högre vikter, hade en slagvolym på 10,8 liter. Det var sexcylindriga radmotorer av förkammartyp ur OM300-serien.
Kurzhauber-modellen vidareutvecklades under åren. 1964 infördes nya motorer med direktinsprutning för lägre bränsleförbrukning. Hytten moderniserades, först 1967 och sedan återigen 1980 med bättre arbetsmiljö för förarna, men formgivningen förblev densamma.
Efterfrågan på normalbyggda lastbilar minskade stadigt i Europa och efter 1976 försvann de mindre bilarna från den tyska marknaden. Efter 1982 försvann modellen helt ur Mercedes-Benz katalog för hemmamarknaden, men efterfrågan från övriga världen var fortsatt stor. Produktionen i Sydafrika fortsatte fram till 1996 och enstaka exemplar såldes även i Tyskland in i det sista.

## Bilder

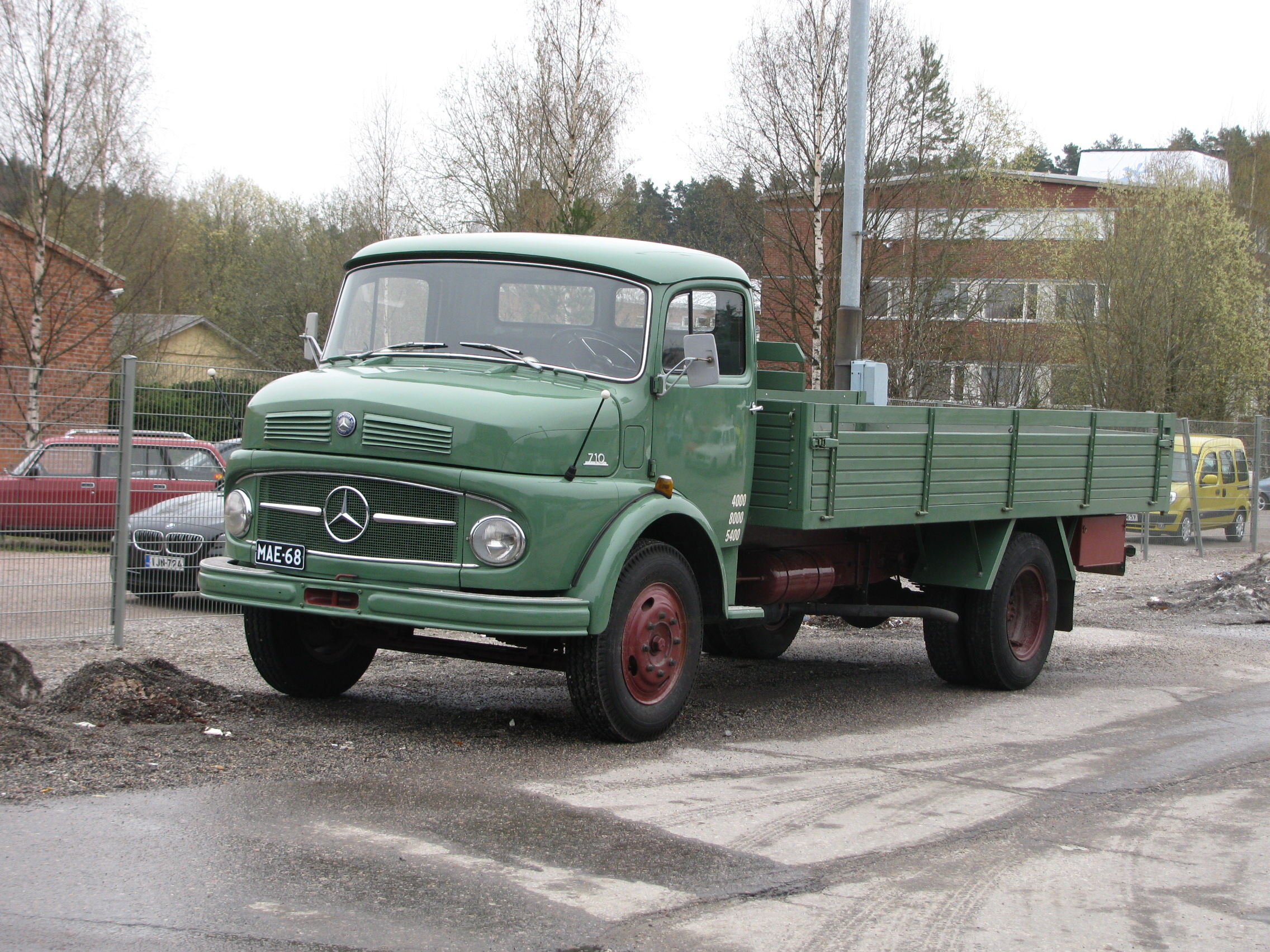
Mercedes-Benz L 710
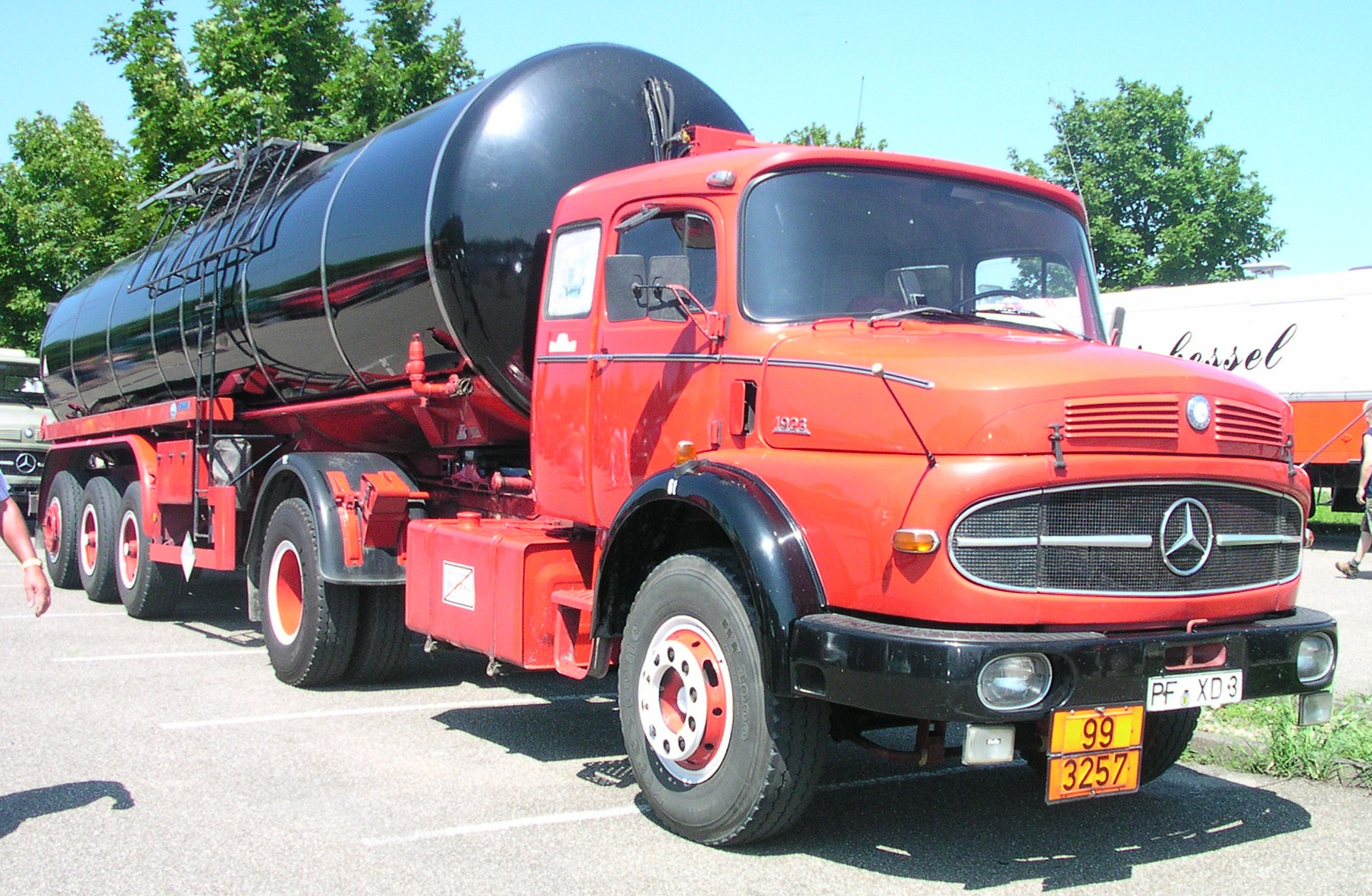
Mercedes-Benz LS 1928